# Burg Storkow
Die Burg Storkow ist eine Burganlage in der Kleinstadt Storkow im Landkreis Oder-Spree in Brandenburg.

## Geschichte
Die Niederungsburg dürfte im Rahmen der deutschen Besiedlung – vermutlich an Stelle einer slawischen Sumpfburg – in der Mitte des 12. Jahrhunderts erbaut worden sein. Als Erbauer kommt Markgraf Konrad I. in Betracht. Urkundlich wurde die Burg erstmals 1209 in einem Dokument Otto IV. erwähnt. Sie zählt somit zu den ältesten Burganlagen in Brandenburg. Nach dem Ende des Teltow-Krieges wurde die Anlage als Grenzsicherung gegen die Askanier ausgebaut und von um 1250 an bis 1382 an die Herren von Strehla belehnt. Ihnen folgten am 18. März 1384 im Erbgang die Herren von Bieberstein, die das Anwesen als Verwaltungssitz nutzten. Am 15. Juni 1518 verpfändete Ulrich von Bieberstein die Burg an den Bischof von Lebus, Dietrich von Bülow. Die Burg wurde um 1520 zu einer bischöflichen Residenz ausgebaut.
1538 wurde auf der Burg Stefan Meiße, ein Freund und Mitkämpfer von Hans Kohlhase, zu Tode gefoltert. 1555 starb auf der Burg der letzte katholische Bischof von Lebus, Johann VIII. von Horneburg. Am 15. Februar 1556 kamen Burg und Herrschaft Storkow an den Markgrafen Johann I. von Brandenburg-Küstrin. Er setzte sich nach 1556 für den Bau des Renaissanceschlosses ein und ließ in den Räumlichkeiten auch eine „königliche Wohnung“ einrichten, die von den Kurfürsten genutzt werden konnte. Nach seinem Tod fielen Burg und Herrschaft endgültig in den Besitz der Kurfürsten von Brandenburg.
Im Dreißigjährigen Krieg wurde die Burg 1627 schwer verwüstet. Der Wiederaufbau erfolgte als kleines Renaissanceschloss. 1655 war die Generalmajorin Margarethe von Lange die Besitzerin der Burg. Sie ließ das Anwesen um ein neues Amtshaus sowie eine Toreinfahrt erweitern. 1775 kam es zu einem Brand, bei dem das Amtshaus sowie die zweite Etage des Schlosses niederbrannte. Von 1769 bis 1820 diente das Gebäude als Sitz der Amtsverwaltung unter Amtsrat Bütow. Vor 1840 stellten Experten fest, dass der Burgturm baufällig geworden war und abgerissen werden musste. 1870 wurde das Obergeschoss des Schlosses zurückgebaut. 1899 gelangte das Anwesen in den Besitz der Stadt.
1910 erwarb der Architekt Johann Emil Schaudt die Anlage und ließ sie für 25.000 Mark im romantisch historisierenden Stil umbauen. Zwischen 1934 und 1945 wurde die Anlage als Jugendburg von der Hitlerjugend genutzt. Von 1945 bis 1978 waren in der Anlage Dienststellen der Gemeindeverwaltung untergebracht, nachdem zum Ende des Zweiten Weltkrieges das Rathaus der Stadt abgebrannt war. In den Räumen wurden einige Polizeigruppenposten, Schulräume, eine Schulküche, eine Nähstube, ein Wannenbad sowie ein Arbeitsamt eingerichtet. 1965 erfolgte eine erste Sanierung.
Am 16. Dezember 1978 wurde die Anlage durch einen Großbrand zerstört. Zwischen 2000 und 2009 wurden die Gebäude schrittweise mit Mitteln der Brandenburger Landesregierung sowie EU-Geldern wiederaufgebaut. Die Wiedereinweihung der Burg erfolgte Pfingsten 2009 im Zuge der 800-Jahr-Feier der Stadt Storkow. 2007 gründete sich der Burg-Kultur Verein Storkow, der seit dieser Zeit zahlreiche Veranstaltungen in dem Gebäude durchführt.
Seit Mai 2009 befindet sich das zum Netzwerk aller Besucherzentren der brandenburgischen Großschutzgebiete zugehörige Besucherinformationszentrum (BIZ) des Naturparks Dahme-Heideseen auf der Burg. Neben der Dauerausstellung Mensch und Natur – eine Zeitreise über Natur und Umwelt im Naturpark werden wechselnde Ausstellungen angeboten.
Die denkmalgeschützte Burg Storkow gehört zusammen mit den Burgen in Beeskow und Friedland NL zum Verbund der Strele-Burgen, mit dem kulturelle Aktivitäten im Landkreis Oder-Spree gefördert werden sollen.

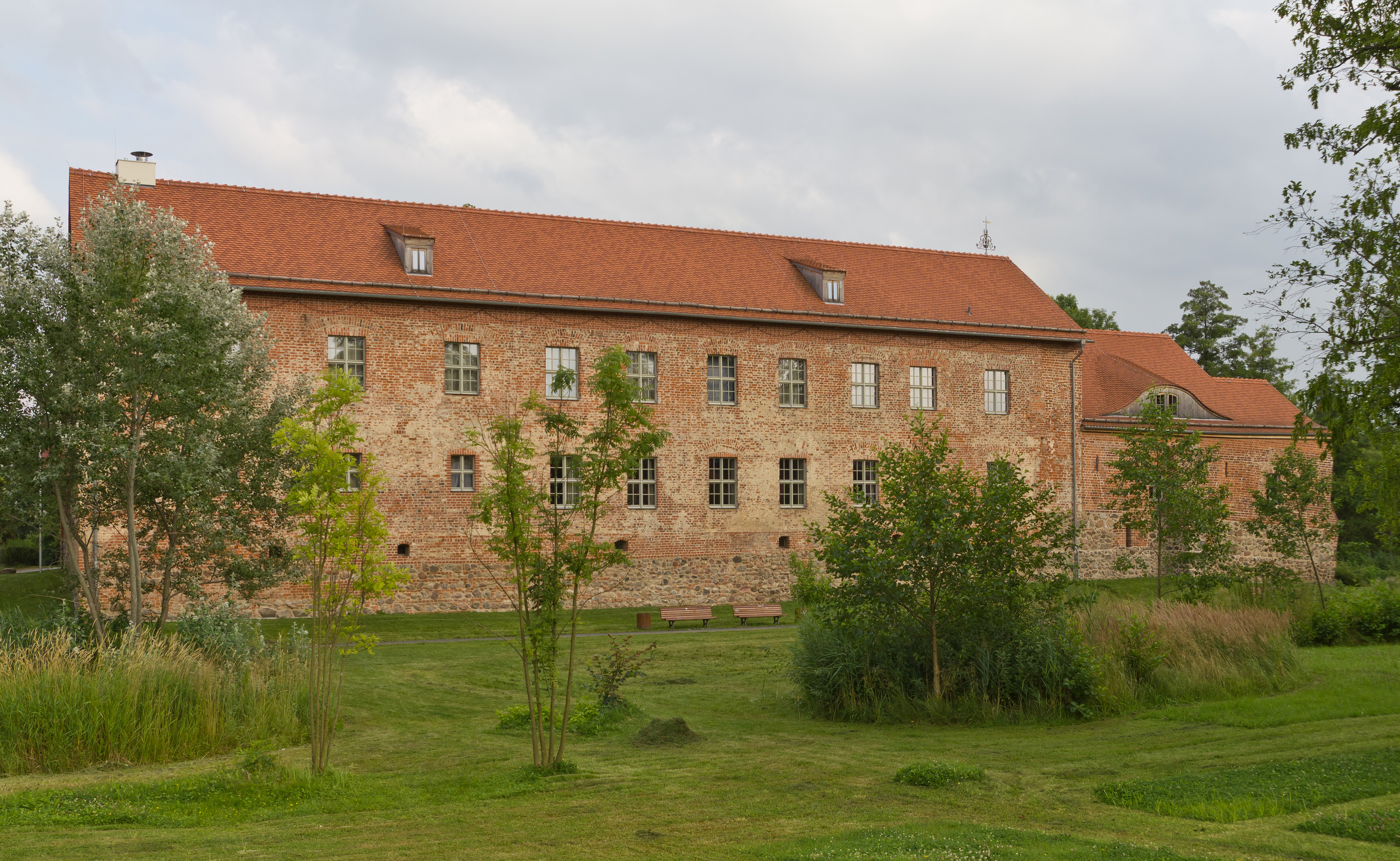
Westseite der Burg
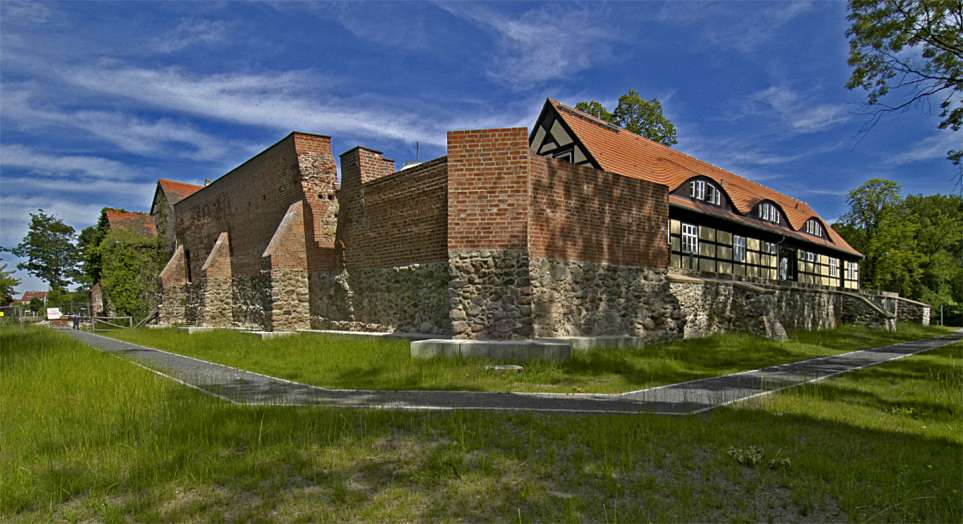
Ostseite
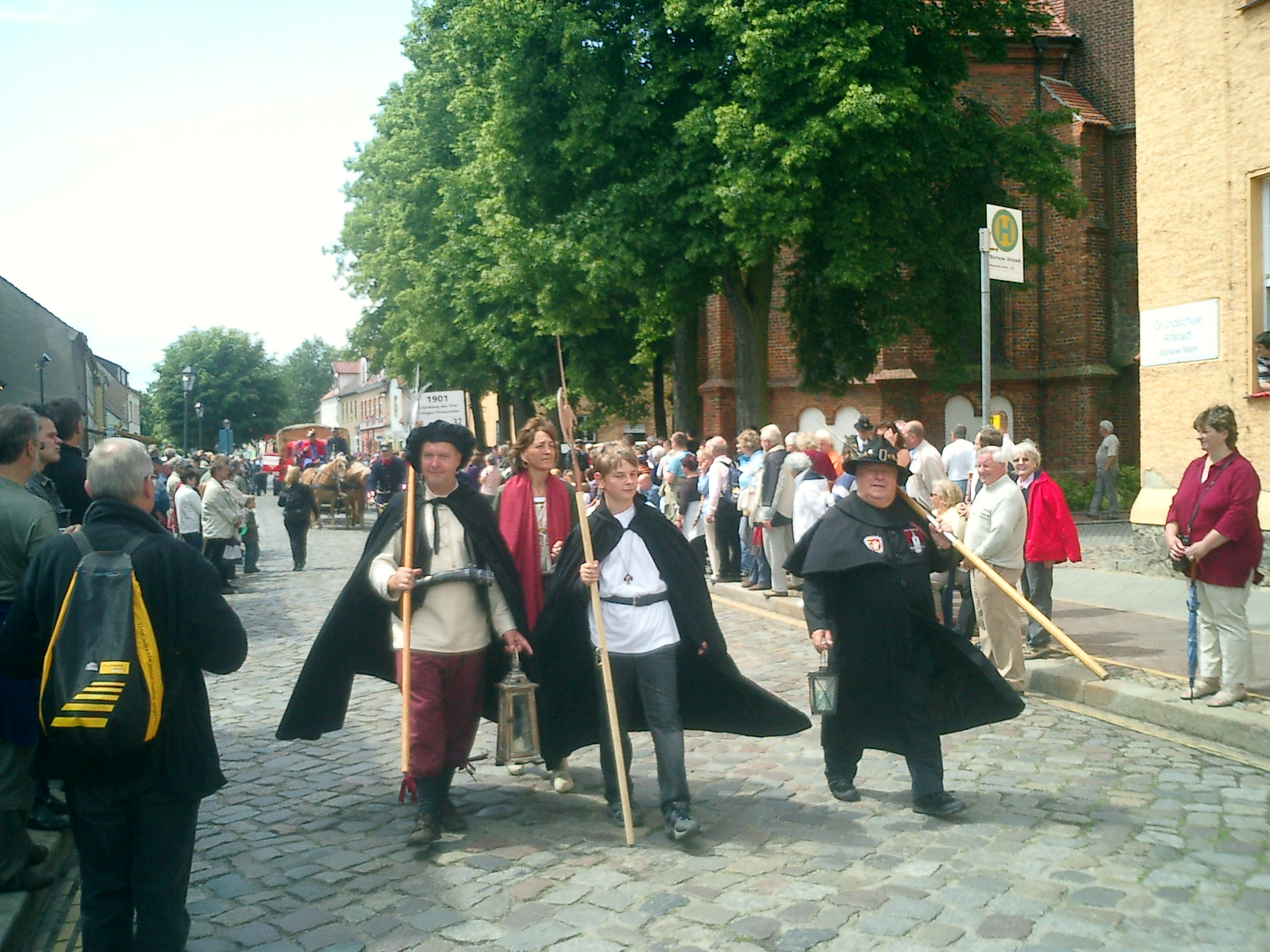
Festumzug anlässlich der 800-Jahr-Feier der Burg Storkow